# Pastinaca latifolia
Espèce
Classification phylogénétique
Pastinaca latifolia, le Panais à larges feuilles, est une espèce de plantes à fleurs de la famille des Apiaceae. C'est un panais endémique de la Corse. Présent à moins de 1 000 m d'altitude, sa floraison a lieu entre juin et août. Il a été décrit en 1828 dans les mémoires de la Société de physique et d'histoire naturelle de Genève.

## Description
Cette espèce a de grands rapports avec Pastinaca sativa et Pastinaca divaricata mais en diffère tout de même.
Deux variétés ont été observées en 1828. L'une recouverte d'un duvet velouté, cueillie près de St. Florent (Haute-Corse) (Pastinaca kochii var. latifolia). L'autre a les feuilles glabres au-dessus et un peu pubescentes en dessous. (Individu cultivé en 1828. Origine inconnue). Les segments des feuilles de ces deux variétés sont ovales, dilatés à la base, un peu en cœur et presque doubles en grandeur de ceux du panais cultivé et du Pastinaca divaricata.